# Гельмер, Герман
Герман Готлиб Гельмер (нем. Hermann Gottlieb Helmer; 13 июля 1849[…], Харбург — 2 апреля 1919[…], Вена) — немецкий архитектор мюнхенской школы конца XIX — начала XX веков. Совместно с Фердинандом Фельнером спроектировал и построил около 48 театров во многих городах Центральной и Восточной Европы в стиле ренессанс с элементами барокко.

## Биография
Герман Готлиб Гельмер родился в 1849 году в окрестности Гамбурга (с 1885 г. — город Харбург, с 1937 г. — район города Гамбург (нем. Hamburg-Harburg)). Отец — Генрих Адольф Эрнст Гельмер (нем. Goldarbeiter Heinrich Adolph Ernst Helmer), мать — Луиза Аманда, урождённая Фриц (нем. Louise Amanda geb. Fritz)
Вначале учился в Нинбурге. Продолжил образование в Мюнхенской академии изящных искусств.
В 1873 году совместно с Фердинандом Фельнером основал архитектурное бюро «Фельнер и Гельмер» в Вене (Австро-Венгрия).
Под руководством двух хозяев фирма спроектировала и построила театры в городах Австрии, Германии, Болгарии, Хорватии, Чехии, Словакии, Венгрии, Польши, Румынии, Швейцарии и Украины (Одесса и Черновцы).
Здание Одесского национального академического театра оперы и балета было построено этими архитекторами в стиле венского «барокко» в 1887 году. Зрительный зал имеет уникальную акустику, его архитектура выдержана в стиле позднего французского                        «рококо». Черновицкий театр имени Ольги Кобылянской был сдан в 1905 году.
Современное здание Львовской гостиницы «Жорж» на площади Мицкевича и проспекте Шевченко было возведено Фельнером и Гельмером в 1901 году.
«Фельнер и Гельмер» также построили новое здание Венской обсерватории в 1874—1879 годах. После торжественного открытия обсерватории Императором Францем Иосифом в ней находился самый большой телескоп во всём мире того времени.
Герман Гельмер входит в шестёрку наиболее известных людей, родившихся в Гамбург-Харбурге.

## Работа
В первые годы сотрудничества в студии Хельмер отвечал в основном за работу в офисе, в то время как Феллнер отвечал за переговоры по отдельным зданиям. Более поздние заказы были разделены, и каждый архитектор работал со своим собственным штабом сотрудников. Все работы были разработаны в едином стилистическом и функциональном способе создания. В отличие от Феллнера, Хельмер предпочитал классические формы.

## Студия Феллнера и Хельмера
Студия Fellner and Helmer (Fellner und Helmer) была основана в 1873 году. В конце XIX века он был одним из самых известных архитектурных ателье в Вене. Его архитекторы Фердинанд Феллнер (1847-1916) и Герман Хельмер спроектировали и спроектировали за 43 года своего сотрудничества более 200 зданий, которые были реализованы в основном на территории Австро-Венгрии. Большинство спроектированных ими зданий до сих пор существуют от Швейцарии до России. Здания в основном построены и оформлены в барокко (неоренессанс, неоклассицизм, необарокко), иногда с элементами модерна. Частыми сотрудниками студии в оформлении интерьеров и экстерьеров зданий были выдающиеся художники своего времени – Густав Климт, Ганс Макарт, и многие другие.
Специализацией этой студии были здания театра и концертных залов, в которых эти архитекторы сосредотачивались на безопасности и функциональности. Безопасность играла  важную роль при строительстве таких зданий после того, как в конце 19-го века сгорел целый ряд театров в Европе и США. Студия Fellner и Helmer быстро отреагировала на новый спрос, и акцент на безопасность стал важной частью корпоративной репутации.
Благодаря этому, архитекторы Fellner a Helmer, разработали и реализовали около 50 театральных зданий – например, в Загребе, Зальцбурге, Берлине, Сегеде, Братиславе, Граце, Цюрихе, Будапеште и, конечно, в Вене. На территории современной Чешской Республики, здания в Праге (государственная опера), Брно (Театр имени И. Магена), Либереце, Яблонец-над-Нисой и Карловых Варах.